# Anisodes argyrisma
Anisodes argyrisma är en fjärilsart som beskrevs av Louis Beethoven Prout 1938. Anisodes argyrisma ingår i släktet Anisodes och familjen mätare. Inga underarter finns listade i Catalogue of Life.